# Bulbophyllum maculosum
Bulbophyllum maculosum là một loài phong lan thuộc chi Bulbophyllum.